# 岡本朴
岡本 朴（おかもと すなお、1928年9月28日 - 1993年4月8日）は、日本の物理工学者。京都大学名誉教授。元京都大学原子炉実験所（現：京都大学複合原子力科学研究所）長。専門は中性子工学。工学博士。愛知県出身。

## 略歴
- 1948年 - 国立富山高等学校理科卒業[2]
- 1951年 - 京都大学理学部物理学科卒業[2]
- 1957年 - 京都大学工学研究所（現：京都大学エネルギー理工学研究所）助手[2]
- 1960年 - 京都大学工学研究所助教授[2]
- 1963年 - 京都大学原子炉実験所助教授[2]
- 1969年 - 京都大学原子炉実験所教授[2]
- 1983年 - 京都大学原子炉実験所長（1989年まで）[2][3]
- 1992年 - 退官、京都大学名誉教授[2]